# Primul film de groază după țară
Aceasta este o listă a primelor filme de groază după țară. Primul film de groază din lume a fost scurtmetrajul francez al lui Georges Méliès din 1896, Le Manoir du diable (Casa Diavolului sau Castelul bântuit). În secolul al XIX-lea a mai apărut filmul The X-Rays în Marea Britanie. Primul film de groază american a apărut în 1908, Straniul caz al doctorului Jekyll și al domnului Hyde după o povestire de Stevenson; iar primul film rus de groază a apărut în anul următor,  Vii, după o povestire de Gogol.
| Țara                       | An   | Film                                                            | Titlu în română                                       | Regizor                                                  | Note / Ref. |
| -------------------------- | ---- | --------------------------------------------------------------- | ----------------------------------------------------- | -------------------------------------------------------- | --- |
| Argentina                  | 1942 | Una luz en la ventana                                           |                                                       | Manuel Romero                                            | cu Narciso Ibáñez Menta, Irma Córdoba, Juan Carlos Thorry |
| Austria                    | 1918 | Alraune                                                         | Alraune                                               | Michael Curtiz, Edmund Fritz                             | cu Géza Erdélyi; film pierdut |
| Brazilia                   | 1963 | At Midnight I'll Take Your Soul (À Meia-Noite Levarei Sua Alma) |                                                       | José Mojica Marins                                       | Cu José Mojica Marins. and the first installment of the "Coffin Joe trilogy". |
| Canada                     | 1961 | The Mask (Eyes of Hell)                                         |                                                       | Julian Roffman                                           | cu Paul Stevens, Claudette Nevins, Bill Walker |
| Cehoslovacia               | 1936 | Le Golem                                                        | Golem                                                 | Julien Duvivier                                          | cu Harry Baur, Roger Karl, Ferdinand Hart; coproducție francezo-cehoslovacă |
| Coreea de Sud              | 1960 | Hanyeo (하녀)                                                   |                                                       | Kim Ki-young                                             | cu Lee Eun-shim, Ju Jeung-nyeo și Kim Jin-kyu. |
| Danemarca                  | 1916 | Hævnens nat                                                     |                                                       | Benjamin Christensen                                     | cu Benjamin Christensen, Karen Caspersen, Ulla Johansen |
| Franța                     | 1896 | Le Manoir du diable                                             | Casa Diavolului sau Castelul bântuit                  | Georges Méliès                                           | cu Jehanne D'Alcy. Primul film de groază din lume. |
| Filipine                   | 1959 | Terror Is a Man                                                 | Insula doctorului Moreau                              | Gerardo de León, Eddie Romero                            | cu Francis Lederer, Greta Thyssen, Richard Derr; film filipinezo-american |
| Germania                   | 1913 | Der Student von Prag                                            | Studentul din Praga                                   | Stellan Rye, Paul Wegener                                | cu Paul Wegener, John Gottowt, Grete Berger. Criticul Roger Ebert consideră Cabinetul doctorului Caligari (1920) ca fiind primul film de groază cu adevărat de groază din lume. De asemenea, Nosferatu – Simfonia groazei este primul film de groază cu vampiri, produs tot în Germania. |
| India                      | 1946 | Khooni                                                          |                                                       | K.L. Kahan                                               | cu Raj Rani, Navinchandra, Nawaz; primul film indian de groază despre reîncarnare - Mahal din 1949; regia Kamal Amrohi, cu Ashok Kumar, Madhubala; genul romantic-thriller-horror |
| Italia                     | 1911 | L'Inferno                                                       |                                                       | Francesco Bertolini, Adolfo Padovan, Giuseppe De Liguoro | cu Salvatore Papa, Arturo Pirovano, Giuseppe de Liguoro, Augusto Milla |
| Iugoslavia                 | 1973 | Leptirica                                                       | Fluturoaica                                           | Đorđe Kadijević                                          | [ 32 ] |
| Japonia                    | 1898 | Shinin No Sosei                                                 | aprox. Învierea unui cadavru                          |                                                          | scenariu de Eijiro Hatta Vezi și Bake Jizo (Jizo the Spook, 1898) |
| Polonia                    | 1979 | Lokis                                                           | Lokis                                                 | Janusz Majewski                                          | Cu Józef Duriasz, Edmund Fetting; Film regizat de polonezul Roman Polanski în 1968 - Rosemary’s Baby |
| Portugalia                 | 1971 | A Noite do Terror Cego                                          | Noaptea terorii oarbe                                 | Amando de Ossorio                                        | cu Lone Fleming, María Elena Arpón |
| Regatul Unit               | 1897 | The X-Rays                                                      |                                                       | George Albert Smith                                      | 44 de secunde. Cu Tom Green, Laura Bayley. Un alt titlu, The Haunted Castle (1897), este un film ipotetic de George Albert Smith, probabil o eroare de identificare a filmului Le Manoir du Diable din 1896, lansat în Anglia în 1897.;(1897)                                            |
| România                    | 1933 | Trenul fantomă                                                  | Trenul fantomă                                        | Jean Mihail                                              | Tony Bulandra, Gheorghe Storin, Lisette Verea. Refacere a unui film omonim englezesc din 1931 |
| Rusia                      | 1909 | Vii                                                             |                                                       | Vasili Goncharov                                         | I. Langfeld, A. Platonov, V. Dalskaya |
| Serbia                     | 1973 | Leptirica                                                       | Fluturoaica                                           | Đorđe Kadijević                                          | [ 32 ] |
| Spania                     | 1934 | La Torre de los Siete Jorobados                                 |                                                       | Edgar Neville                                            | După roman omonim de Emilio Carrere; cu Antonio Casal, Isabel de Pomés |
| Statele Unite ale Americii | 1908 | Dr. Jekyll and Mr. Hyde                                         | Straniul caz al doctorului Jekyll și al domnului Hyde | Otis Turner (probabil)                                   | 16 minute; cu Hobart Bosworth, Betty Harte |
| Suedia                     | 1921 | Körkarlen                                                       |                                                       | Victor Sjöström                                          | cu Hilda Borgström |
| Ungaria                    | 1918 | Alraune                                                         | Alraune                                               | Michael Curtiz, Edmund Fritz                             | cu Géza Erdélyi; film pierdut |